# Friedrich Wilhelm Krüger
Friedrich Wilhelm Krüger (Strasburgo, 8 maggio 1894 – Liepāja, 9 maggio 1945) è stato un generale tedesco e un alto funzionario delle SA e delle SS.

## Biografia

### L'adolescenza
Krüger nacque a Strasburgo in Alsazia-Lorena in una famiglia già con ideologie militari: il padre, Alfred Krüger, morì nel 1914 in guerra al comando di un battaglione; ultimate le scuole elementari, iniziò la carriera militare come cadetto alla scuola di Karlsruhe e poi alla scuola allievi ufficiali di Groß-Lichterfelde, vicino a Berlino.
Krüger era secondo luogotenente quando, nel giugno 1914, scoppiò la prima guerra mondiale: fu ferito tre volte ed insignito della Croce di Ferro di 1ª e 2ª classe. Con la fine della guerra Krüger fece dapprima parte di una brigata navale, poi nell'agosto 1919, divenne membro dei Freikorps  e vi rimase fino a marzo del 1920.

### La famiglia
Ritornato nei panni civili, lavorò come impiegato a Berlino fino al  1923, poi nel 1924 assunse la posizione di direttore generale in un'azienda di rifiuti fino al 1928, quando lasciò per dare inizio alla carriera di imprenditore.
Si sposò nel 1922; dal matrimonio nacquero 2 figli e decisero di adottare altri tre bambini.

### La carriera militare
Probabilmente fece conoscenza con Kurt Daluege quand'era impiegato presso l'azienda di rifiuti; Daluege era assistente tecnico dell'azienda in quel periodo e più tardi diventò il comandante degli SS a Berlino e fu a capo del Ordnungspolizei (“polizia di ordine).
Nel novembre 1929, Krüger si iscrisse al NSDAP, membro n. 171199; nel 1930 entrò a far parte delle SA e nel febbraio 1931, divenne membrò anche delle SS. Con l'aiuto di Daluege, Krüger acquisì subito una posizione di privilegio all'interno delle SA ed il potere necessario per riformare il "SA Formation East"; fu promosso SA-Gruppenführer (equivalente di generalmaggiore) nel  1932 e fece parte dello staff personale di Ernst Röhm.
Nel giugno 1933, Krüger fu promosso SA-Obergruppenführer (equivalente di luogotenente generale) e nominato comandante all'addestramento del Ausbildungswesen. Cooperando con il Reichswehr, usò la sua posizione per iniziare alla carriera di ufficiale le migliori reclute della SA (circa 250.000).
Dopo la notte dei lunghi coltelli, benché non ne fosse stato informato, Krüger fu lasciato temporaneamente senza lavoro finché rientrò nuovamente nelle SS, mantenendo il rango che aveva alle SA.
Nel 1935, Krüger venne nominato SS-Oberabschnittsführer; la sua carriera venne discussa tra i leader delle SS e Adolf Hitler, e il 21 febbraio 1936, divenne ispettore delle guardie personali e rappresentante personale di Hitler in diversi eventi della NSDAP. Fu comandante del 4º Reggimento della Divisione SS "Deutschland" e nel 1938 lo divenne del V Battaglione della Divisione SS "Ellwangen".
Krüger continuò a servire in nome del Reich, dimostrando la sua lealtà al nazionalsocialismo così come la sua gestione militare, di polizia ed amministrativa; fu nominato il 4 ottobre 1939 Höherer SS- und Polizeiführer (abbreviato in HSSPF, «Comandante superiore delle SS e della Polizia»)  per il Governatorato Generale. In questa veste fu responsabile della creazione e successiva liquidazione dei ghetti polacchi.
Diventò rappresentante di Heinrich Himmler e in virtù di questa carica Krüger organizzò l'espulsione di oltre 100.000 polacchi dalla regione di Zamość.

### La fine
A seguito dei disaccordi tra Himmler e Hans Frank, perse la propria posizione nel novembre 1943. Qualche anno più tardi scrisse in una lettera: "Ich habe für meinen vierjährigen Kampf im GG Ehre und Reputation verloren." – ho perso l'onore e la reputazione durante il lavoro quadriennale svolto nel Governatorato Generale.
Con la fine della seconda guerra mondiale e la fine dell'impero nazionalsocialista, seguì Hitler, Himmler e Odilo Globočnik nel suicidio per non cadere in mano nemica.
Si sparò a Libau il 9 maggio del 1945.